# جنیفر کریستال فولی
جنیفر کریستال فولی (انگلیسی: Jennifer Crystal Foley؛ زادهٔ ۲۶ ژانویهٔ ۱۹۷۳) یک هنرپیشه، و بازیگر سینما اهل ایالات متحده آمریکا است. وی از سال ۱۹۹۱ میلادی تاکنون مشغول فعالیت بوده‌است.
از فیلم‌ها یا برنامه‌های تلویزیونی که وی در آن نقش داشته‌است می‌توان به رئیس‌جمهور آمریکا و راهنمایی والدین  اشاره کرد.